# Jofre (Bisbe de Tortosa)
Jofre (mort a Tortosa, Baix Ebre, 28 de maig de 1165) va ser un monjo i bisbe de Tortosa.
Va ser bisbe de Tortosa entre el 5 d'agost de 1151 i 1165. Anteriorment havia estat havia estat abat del monestir de Sant Ruf, a la Provença, i que havia estat fundat per quatre monjos d'Avinyó. Va ser consagrat a Tarragona el dia 5 d'agost de 1151, i va arribar a Tortosa juntament amb nou monjos més, que es convertiren en els primers canonges de la Catedral. Aquests, i amb el beneplàcit de Jofre, van redactar l'any 1153 un primer estatut que pretenia establir els fonaments de la vida monàstica segons la regla de Sant Agustí, i que portava com a títol Prima Ordinatio Ecclesiae Dertusensis. Aquest estatut el va confirmar el papa Adrià IV en la seva butlla del 20 de març de 1155.
Va morir el 28 de maig de 1165, i en un primer moment fou enterrat a l'interior de la Catedral de Tortosa. Posteriorment, el primer de maig de 1336, el seu cos fou traslladat a una urna sepulcral i reubicat a l'antiga capella de santa Càndida, copatrona de la ciutat.